# Stanča
Stanča és un poble i municipi d'Eslovàquia. Es troba a la regió de Košice, a l'est del país.

## Història
La primera referència escrita de la vila data del 1330.

## Demografia
| Godina             | 1994 | 2004   | 2014 | 2024   |
| ------------------ | ---- | ------ | ---- | ------ |
| Nombre de persones | 425  | 440    | 418  | 421    |
| Diferència         |      | +3,52% | −5%  | +0,71% |

| Godina             | 2023 | 2024   |
| ------------------ | ---- | ------ |
| Nombre de persones | 414  | 421    |
| Diferència         |      | +1,69% |